# Autonomous spaceport drone ship

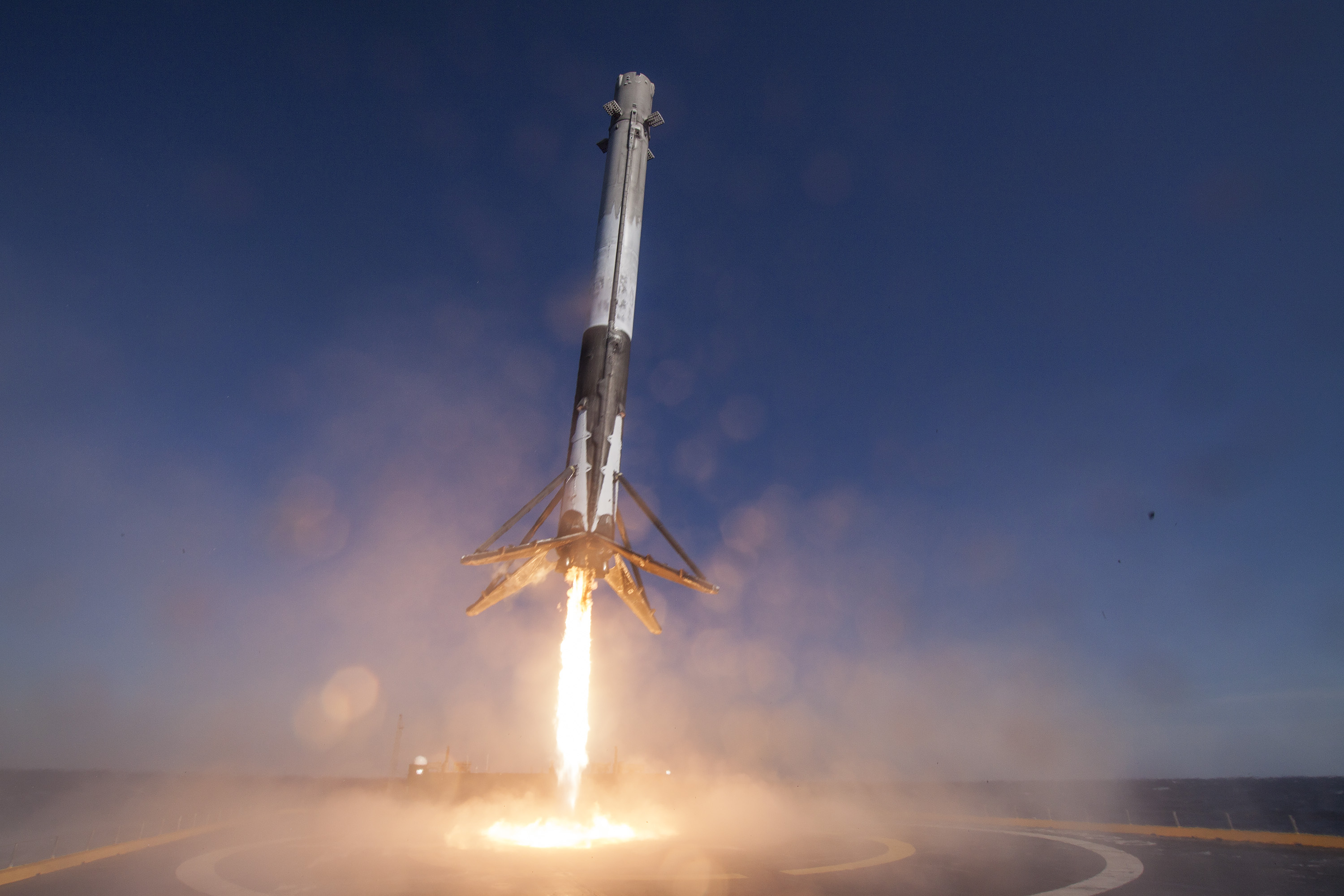
Falcon 9:s första steg på Autonoma spaceport drone ship (ASDS) Of Course I Still Love You. Efter en framgångsrik uppskjutning av SpaceX CRS-8 uppdrag till ISS. Enligt SpaceX togs fotografiet från ett NASA-plan.

Autonomous Spaceport Drone Ship (ASDS) är ett havsgående fartyg som är ett ombyggt däck av en pråm. Fartyget har ingen egen framdrivning utan bogseras till sin plats, men är utrustat med 4 dieselmotorer för att kunna hålla sin position. Byggandet av pråmarna har beställts av rymdfartsbolaget SpaceX för att möjliggöra hämtning av deras första steg från raketer till sjöss för höghastighetsuppdrag som inte bär tillräckligt med bränsle för att återvända till landningsplatsen på land efter att första steget har utfört sitt uppdrag.

## Uppskjutningar
Lista över SpaceX raketuppskjutningar